# Claxton (Georgia)
Claxton es un pueblo ubicado en el condado de Evans en el estado estadounidense de Georgia. En el censo de 2000, su población era de 2.276.

## Demografía
En el 2000 la renta per cápita promedia del hogar era de $20,705, y el ingreso promedio para una familia era de $26,450. El ingreso per cápita para la localidad era de $12,742. Los hombres tenían un ingreso per cápita de $30,500 contra $14,718 para las mujeres.

## Geografía
Claxton se encuentra ubicado en las coordenadas 32°9′39″N 81°54′31″O / 32.16083, -81.90861 (32.160932, -81.908674).
Según la Oficina del Censo, la localidad tiene un área total de 4 km² (1,5 mi²), de la cual 4 km² (1,5 mi²) es tierra y 0 km² (0 mi²) (0.00%) es agua.